# Ignacio Madrazo Navarro
Ignacio Madrazo Navarro (Ciudad de México, 23 de diciembre de 1942) es un médico neurocirujano, catedrático, académico e investigador mexicano. Realizó el primer trasplante experimental de células nerviosas tomadas de un embrión humano. Se ha especializado en el tratamiento de la enfermedad de Parkinson y en la investigación del sistema nervioso central buscando mecanismos de regeneración de la médula espinal. Se le considera pionero en el área de trasplantes cerebrales.

## Estudios
Realizó sus estudios en la Facultad de Medicina de la Universidad Nacional Autónoma de México (UNAM), tras obtener su título como médico cirujano en 1963, realizó la especialidad en neurocirugía en el Hospital General de México la cual concluyó en 1973. Posteriormente obtuvo una maestría en Ciencias Médicas en su alma mater en 1983. Por otra parte, cursó un doctorado en Alta Dirección.

## Labor profesional
Fue profesor de Neurocirugía y jefe de servicio de la torre de especialidades médicas del Centro Médico Nacional La Raza del Instituto Mexicano del Seguro Social (IMSS). Fue director general del Hospital de Especialidades del Centro Médico Nacional siglo XXI del IMSS. 
Tras el terremoto de México de 1985 atendió con procedimientos quirúrgicos a 21 personas en los escombros del Hospital Juárez.  En 1994, durante los levantamientos del Ejército Zapatista de Liberación Nacional en Chiapas, entró a la zona del conflicto con un quirófano móvil para atender a la población indígena. Meses más tarde, estuvo presente en las tareas de evacuación de las poblaciones aledañas al volcán Popocatépetl, el cual hizo erupción el 21 de diciembre de 1994. Fue médico del presidente Ernesto Zedillo.

## Investigador y académico
Fue jefe de investigación nacional del IMSS. Es investigador nivel III por el Sistema Nacional de Investigadores. Es miembro del Consejo Consultivo de Ciencias de la Presidencia de la República. En 1987 fue miembro fundador y director del Centro de Investigación CAMINA, organización civil sin fines de lucro, no gubernamental, cuyo objetivo es realizar programas y actividades de investigación para la regeneración del sistema nervioso central, especialmente de páralisis producidas por lesiones traumáticas en la médula espinal.

## Obras publicadas
Ha escrito más de doscientos artículos de divulgación para revistas internacionales y cuatro libros. Fue considerado uno de los doce científicos mexicanos más citados por el Life Sciences & Clinical Medicine Institutefor Scientific Information durante el período de 1981 a 1991. De acuerdo al Science Citation Index, ha sido citado en más de dos mil trescientas ocasiones.

## Premios y distinciones
- Reconocimiento por la repercusión internacional de sus trabajos científicos otorgado por el presidente Miguel de la Madrid Hurtado en 1987.
- Premio Nacional de Ciencias y Artes en el área de Ciencias Físico-Matemáticas y Naturales por la Secretaría de Educación Pública en 1987.
- Medalla Nobel como conferencista nobel por el Instituto Karolinska en Estocolmo, Suecia, en 1988.
- Premio “Everardo Landa” por la Academia Nacional de Medicina de México.
- Premio “Miguel Otero” por el Consejo de Salubridad General.
- Premio Académico Gonzalo Castañeda por la Academia Mexicana de Cirugía.
- Premio “Dr. Francisco Montes de Oca” por la Academia Mexicana de Cirugía.
- Premio “Aída Weiss” por la Universidad Nacional Autónoma de México.
- Presea “José María Morelos” por la Universidad Autónoma del Estado de Morelos.
- Medalla “Benito Juárez” por la Sociedad Mexicana de Geografía y Estadística en 2012.[3]

En reconocimiento a su labor para el tratamiento de la enfermedad de Parkinson la Academia Nacional de Medicina le dedicó una sesión solemne. El 31 de agosto de 2012, el Instituto Mexicano del Seguro Social bautizó al Hospital General de Zona 32 en su honor.